# Пхунчолинг (стадіон)
Пхунчолинг — футбольний стадіон у місті Пхунчолінг, Бутан, який вміщує 5000 глядачів. У 2016 році Олімпійський комітет Бутану запустив великий проект по будівництву спортивного майданчика, який передбачав конструктивні зміни на стадіоні. Влітку 2011 року відкритий для глядачів, поле стадіону готувалося для місцевих гравців шляхом вирощування на ньому рису.
Єдине місце для проведення футбольних матчів у Пхунчолінгу, оскільки дата початку міжрегіональних футбольних змагань напряму залежить від того, коли буде готовий для проведення матчів футбольний стадіон ПСА.
На стадіоні проводилися підготовчі роботи для вшанування монарха Бутану Джігме Кхесара Намг'яла Вангчука.

## Стадіон
Під час турніру муснів Бутану 2011 року було проведено більшу кількість матчів, незважаючи на перевищення звичайної для цієї пори року кількості опадів, через що поле було настільки спустошене, що було пошкоджене коріння трави й надалі в сезон музонів на ньому грати стало неможливо.
Було покладено штучний газон для заміни піщанистої смоли, що коштувало бюджету 16,5 мільйонів бутанських нглутрумів.

## Розширення

### 2009—2010
У 2009 році розпочався зведення з 3-х бокі футбольного футбольного поля ПСА глядацьких трибун, які повинні були вмістити 5000 вболівальників. Азійський банк розвитку виділи значну частину необхідної суми, а саме 9,8 мільйона бутанських нігтрумів.

### 2017
Побудований V-подібний водостік, а також укладання брукованих блоків. Близько 90 428 бутанських нультрумів було виплачено підрядникам відповідно до інструкції учасникам торгів.